# Libertad I
El Libertad 1 fue un satélite artificial construido por el programa espacial de la Universidad Sergio Arboleda. Fue el primer satélite colombiano enviado a órbita. Lanzado el 17 de abril de 2007, junto con otros catorce satélites, a bordo del cohete Dnepr-1 desde el Cosmódromo de Baikonur.

## Proyecto
Con una inversión de 800 millones de pesos, el Libertad 1 fue el primer satélite construido en Colombia con asesoría de los Estados Unidos. Este proyecto académico se basó en el PicoSatélite CubeSat (satélite miniaturizado de menos de 1 kg) diseñado por Boeing para proyectos espaciales de bajo presupuesto. Aunque este prediseño vino con la mayoría de las partes, es necesario construir los sistemas periféricos y realizar toda su programación.
La idea comenzó en el 2001 cuando César Ocampo presentó la idea en un congreso, pero no tuvo mucha acogida. Después, en 2004, el proyecto renació con la ayuda de Raúl Joya, director del observatorio astronómico de la Universidad Sergio Arboleda y de Álvaro Leyva promotor del observatoria, y bajo la dirección técnica del científico Ivan Luna Castro.
En febrero de 2005 se empezó formalmente la construcción del satélite.
Durante su vida útil realizó más de 2320 trasmisiones en las que envió más de 11600 paquetes de datos, entre los que estaban temperaturas en tiempo real de sus superficies y velocidades de órbita.
Se calcula que el Libertad 1 estuvo orbitando la Tierra durante otros seis años y luego se desintegró al reentrar en la atmósfera terrestre.
De acuerdo al director del proyecto, actualmente se está avanzando en el Libertad II que es un satélite más grande. Además, se está analizando un tercero mediante una alianza con el gobierno nacional y entidades privadas.

## Otros proyectos satelitales colombianos
- FACSAT-1